# شهرستان چروکی (کارولینای جنوبی)
شهرستان چروکی، کارولینای جنوبی (به انگلیسی: Cherokee County, South Carolina) یک سکونتگاه مسکونی در ایالات متحده آمریکا است که در کارولینای جنوبی واقع شده‌است.

## خصوصیات
شهرستان چروکی ۱٬۰۲۸٫۲۳ کیلومترمربع مساحت دارد.